# Sao Tâm

Bản đồ sao Tâm

Sao Tâm, Tâm tú (心宿, bính âm: Xīn Xiù, Tâm Tú) hay Tâm Nguyệt Hồ (心月狐), còn gọi là Sao Thương (商宿, Shāng Xiù, Thương Tú) là một trong Nhị thập bát tú hay 28 chòm sao theo thiên văn học cổ Trung Hoa. Sao Tâm thuộc nhóm sao phương Đông, ứng với Thanh Long trong Tứ tượng.

## Vị trí
Sao Tâm (chỉ 3 sao mang tên Tâm, không phải cả khoảnh sao này) nằm giữa Sao Vĩ và Sao Phòng, bên dưới xích đạo thiên cầu khoảng 25 đến 30 độ, giữa góc giờ 17h và 16h. Nó và Sao Phòng tạo thành phần đầu chòm Thiên Yết theo thiên văn phương Tây, ở Việt Nam được dân gian gọi là mũ Thần Nông.

## Các sao
| Tên Hán-Việt | Tên Trung | Chòm sao  | Số sao | Tên sao             | Tượng trưng cho     |
| ------------ | --------- | --------- | ------ | ------------------- | ------------------- |
| Tâm          | 心        | Thiên Yết | 3      | σ Sco, α Sco, τ Sco | Tim của Thanh Long. |
| Tích Tốt     | 積卒      | Sài Lang  | 2      | θ Lupi, η Lupi      | Quân đội            |

## Sâm Thương trong văn hóa
Sâm Thương là thuật ngữ để nói tới Sao Sâm và Sao Thương (tức Sao Tâm), với ý nghĩa là xa cách và chẳng bao giờ gặp nhau. Theo Tả truyện Lỗ Chiêu công nguyên niên thì vua Cao Tân thời thượng cổ có hai người con trai, lớn tên là Át Bá và bé tên là Thực Trầm hay đánh nhau, nên vua chuyển Át Bá tới Thương Khâu, chủ Sao Thần (Sao Tâm), vì vậy người gọi Sao Thần là Sao Thương, và chuyển Thực Trầm tới Đại Hạ chủ Sao Sâm. Khi Sao Sâm ở phía đông mọc thì Sao Thương ở phía tây lặn và chúng không bao giờ gặp nhau. Người đời sau gọi tình trạng anh em không hoà thuận là Sâm Thương.
Đỗ Phủ từng viết rằng: 人生不相見，動如參與商 (nhân sinh bất tương kiến, động như Sâm dữ Thương). Truyện Kiều có câu: "Sâm Thương chẳng vẹn chữ tòng, tại ai há dám phụ lòng cố nhân".
Sao Sâm/chòm sao Lạp Hộ có xích kinh khoảng 5h, còn Sao Tâm (Thương)/chòm sao Thiên Yết có xích kinh khoảng 17h. Với chênh lệch góc giờ xấp xỉ 12h thì về mặt lý thuyết chúng gần như không bao giờ cùng xuất hiện trên bầu trời.